# Lacock

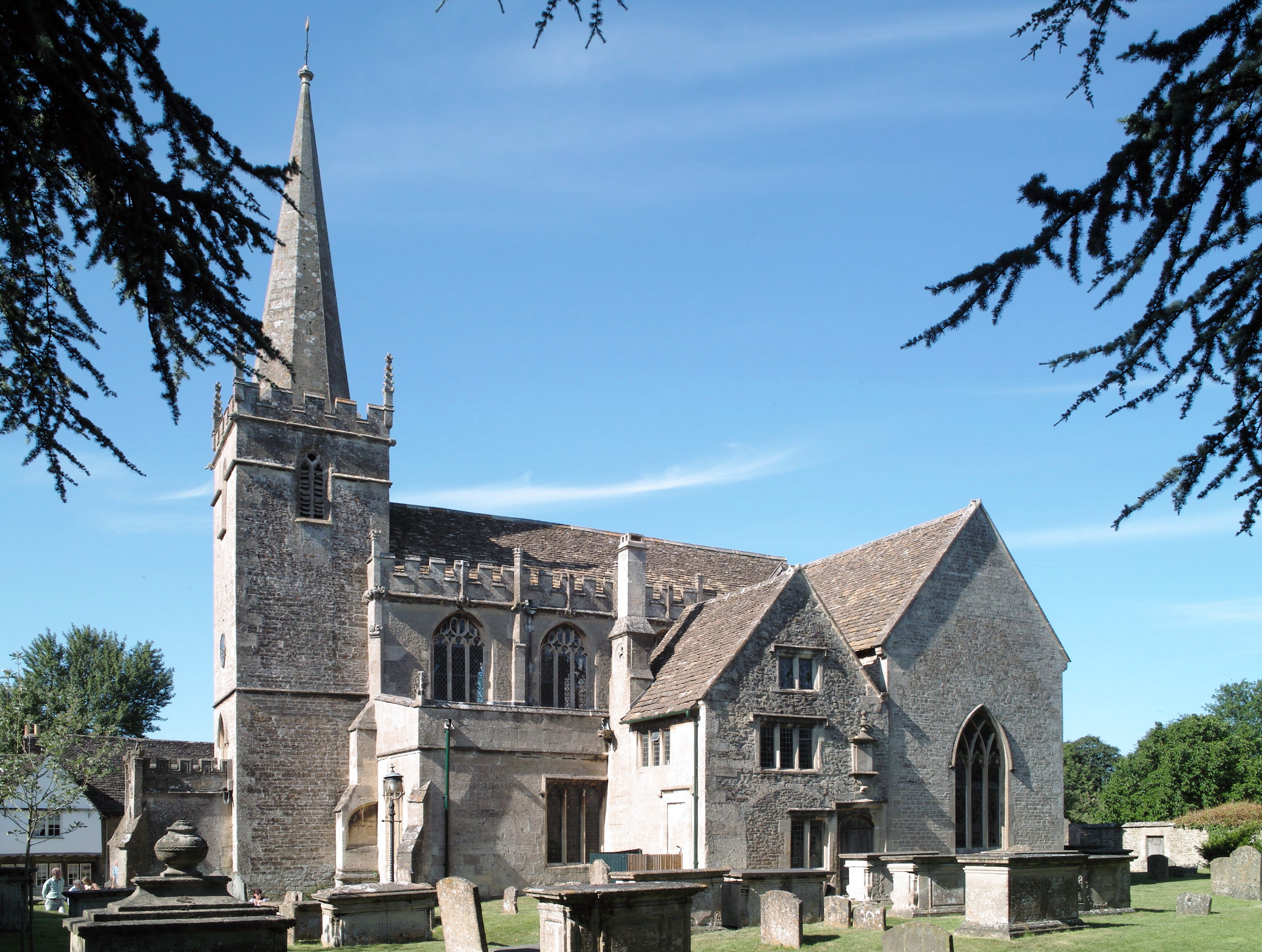
Iglesia de St Cyriac, fundada a fines del.

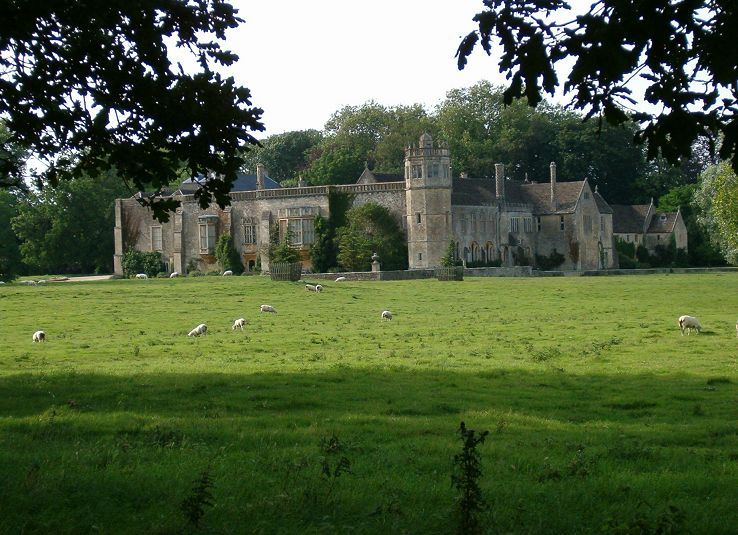
La abadía de Lacock, vista desde el sudeste.

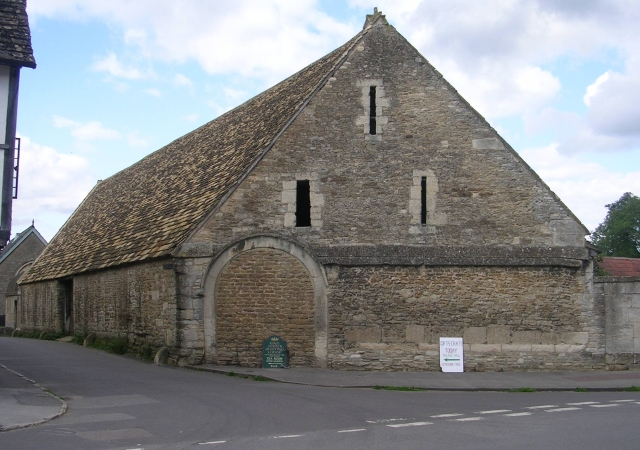
Granero del, en la calle East Street.

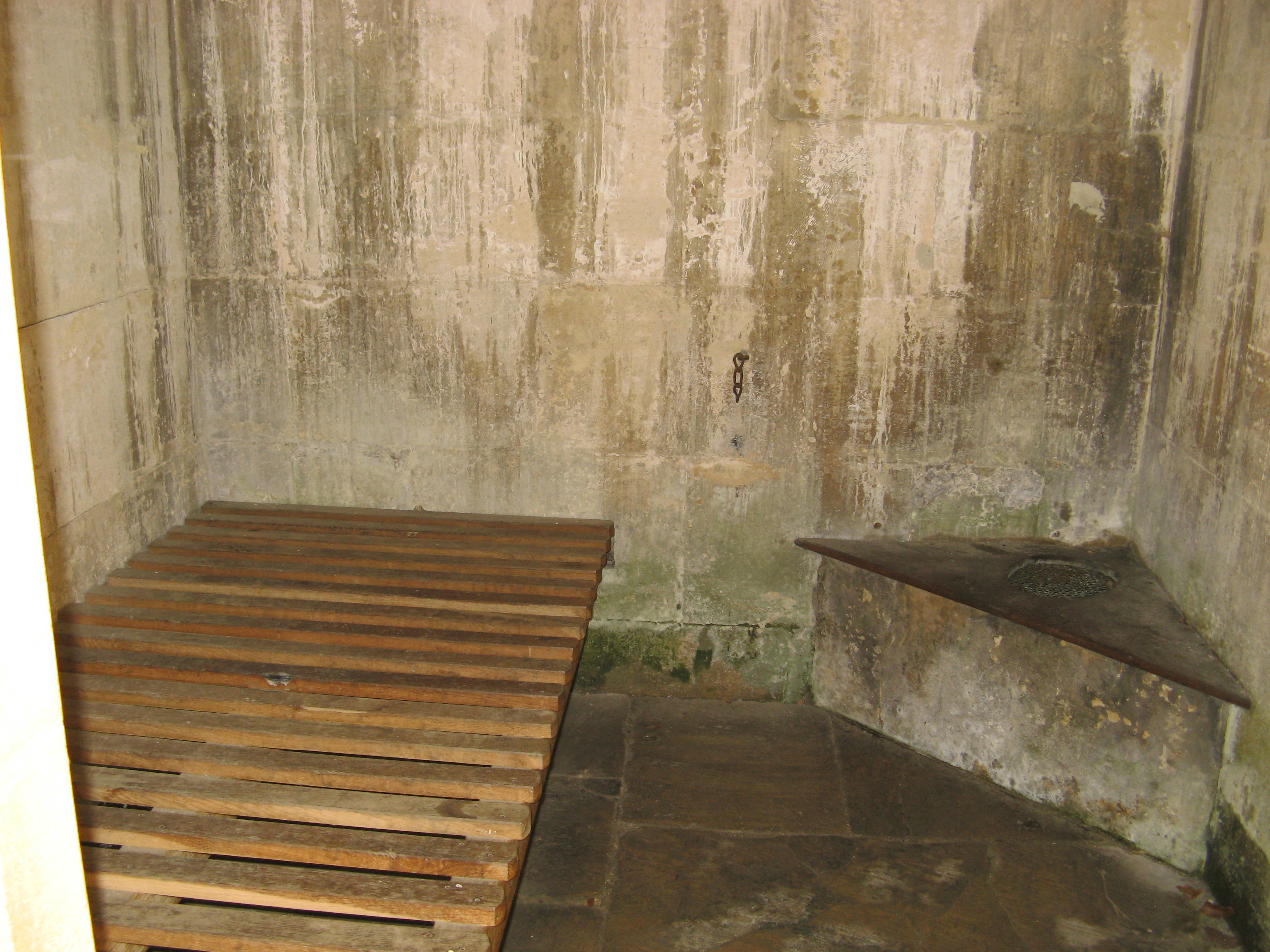
Interior del lock-up o celdario individual de la villa.

Lacock es una villa en el condado rural de Wiltshire, Inglaterra, a 5 km del pueblo de Chippenham. Su valor histórico y buen estado de conservación atraen muchos visitantes. 
El National Trust es propietario de casi toda la villa. A 1 km al norte, se encuentra Notton, una pequeña aldea dentro de los límites de la parroquia de Lacock.
La localidad fue temporalmente, entre 1995 y 1996, uno de los bienes de la Lista Indicativa de Reino Unido.

## Historia
Lacock es mencionado por primera vez en el libro Domesday en 1086, con una población de entre 160 y 190, dos pequeños molinos y un viñedo. La abadía de Lacock fue fundada en 1232, en tierras que eran propiedad de la condesa Ela de Salisbury. Bajo el reinado de Enrique III se concedió a la villa permiso para establecer un mercado y durante la Edad Media desarrolló una próspera industria lanera. Hasta el siglo XVIII, Reybridge y un vado para caballos de carga, fueron los únicos puntos de cruce del río Avon hasta el siglo XVIII.
Después de la disolución de los monasterios, Enrique VIII vendió la abadía, la finca y la villa a Sir William Sharington, quien demolió la iglesia de la abadía y a partir de 1539 comenzó a construir una residencia. Las edificaciones del monasterio sufrieron pocas alteraciones: los claustros aún se conservan junto con la estructura principal. Hacia 1550 Sir William agregó una torre octogonal que contenía dos pequeñas cámaras, una encima de la otra. A la inferior se podía acceder a través de dos habitaciones y estaba destinada al depósito de sus tesoros; la superior, destinada a banquetes, solo era accesible a través de un pasaje sobre el techo. En el centro de cada una de estas cámaras había una mesa octogonal de piedra tallada con ornamentos renacentistas, según el gusto de esa época. Una casa de canalización fue construida en piedra en el siglo XVI, sobre el manantial que alimenta de agua a la vivienda. Se han realizado varias ampliaciones, por lo que la casa tiene gran variedad de habitaciones de recepción.
Durante el siglo XVI y los primeros años del siguiente era común que las recámaras recibieran el nombre de individuos que las habían ocupado durante su permanencia en la casa. En Lacock, así como en otros lugares, estas habitaciones fueron llamadas en homenaje a personas «cuyo reconocimiento por esta vía daba a conocer las afinidades de la familia» («whose recognition in this way advertised the family's affinities»). La mejor de todas era la llamada recámara del duque («the duke's chamber»), quizá en referencia a John Dudley (I duque de Northumberland), a quien Sharington había servido. Otras eran la recámara de Lady Thynne («Lady Thynne's chamber»), identificada con la esposa de Sir John Thynne de Longleat, y la recámara de Mr. Mildmay, reservada para el yerno de Sharington, Anthony Mildmay de Apethorpe en Northamptonshire.
Más tarde la abadía pasó en propiedad, por medio de un matrimonio, a la familia de Talbot, quienes realizaron una ampliación de pisos superiores transformándola en un establecimiento con el estilo de los primeros años del siglo XIX. A pesar de esta reforma, se conservaron los claustros originales y varias de las habitaciones de la abadía. En 1916 William Fox Talbot legó la finca Lacock a su sobrina, Matilda Gilchrist-Clark, quien adoptó el nombre de Talbot.
El 3 de septiembre de 1932, con motivo del 700 aniversario de la fundación de la abadía, se realizó un desfile popular y una feria de estilo medieval donde todos los habitantes se vistieron con indumentaria típica de la Edad Media, e incluso representaron personajes históricos como Ela, condesa de Salisbury. Otro desfile similar pero de menor escala tuvo lugar al año siguiente. En la sala de la biblioteca local se exhibe un video de este evento.
Durante la Segunda Guerra Mundial muchos evacuados se refugiaron allí hasta casi el final de la guerra. En 1944, Matilda Talbot legó al National Trust la finca, 1.15 km² de terrenos, la abadía y la villa.

## Puntos de interés
La mayor parte de las edificaciones de la villa datan del siglo XVIII o antes y todavía reside gente allí. Existe un granero del siglo XIV, una posada del siglo XV y un lock-up o celdario de villa del siglo XVIII. Se destaca la iglesia medieval de St Cyriac, que albergó el cáliz de Lacock, un cáliz de plata que data del siglo XV y que ha sido descripto como una de las piezas más importantes de la platería medieval inglesa. Dicha pieza fue vendida en 2013 al museo Británico, donde es exhibida. Se hicieron dos réplicas, una para uso litúrgico en la iglesia y otra para el museo de Wiltshire.
Es una de las villas históricas más visitadas de Inglaterra. El dramaturgo George Bernard Shaw, dada su pasión por la fotografía, fue un asiduo visitante en sus últimos años de vida. Por este motivo, una sección del museo de Lacock está dedicada a él.

## Escenario de filmación
La villa ha sido utilizada como escenario de producciones de cine y de televisión, entre ellas las series de la BBC Orgullo y prejuicio (1995), Cranford (2007) y las películas Emma y Moll Flanders, ambas de 1996. La abadía de Lacock apareció en dos películas de la saga de Harry Potter: Harry Potter y la piedra filosofal y Harry Potter y el misterio del príncipe. Durante la primavera de 2012, fue escenario para la filmación de la película The Adventurer: The Curse of the Midas Box, estrenada en 2014. También ha aparecido el pub y hotel At The Sign of The Angel.

## Festival de espantapájaros
A fines de marzo se realiza a beneficio de la escuela local un festival anual de espantapájaros, muy popular en la región. El tema del festival cambia con cada edición. En 2006 estuvo dedicado a los héroes y villanos ficticios.